# 边界检查
边界检查在程序设计中是指在使用某变量前，检查该变量的值是否处在指定的范围之内。最常见的是数组的下标检查，防止下标超出数组范围，覆盖、運行其他堆疊位址数据。
若是變數超過範圍，而边界检查沒檢查到发，有可能是程序出现异常并终止运行，但也可能出现其他现象。
由于每次都进行边界检查非常耗时，而且有些代码确定不会出现越界问题，所以这个操作并不总是需要被执行。一些现代编译器中有称为选择性边界检查的技术，可以略去一些常见的不需要的边界检查，从而提高程序的性能。

## 各编程语言的应用情况
在目前常见的编程语言中，强制进行边界检查的有C#、Ada、Haskell、Java、JavaScript、Lisp、PHP、Python、Ruby和Visual Basic。其中C#同时支持“unsafe块”（不安全代码块），即一段暂时关闭边界检查、启用指针以提高效率的代码块。这个功能常被用于加速一小段不可能出现越界问题的代码的执行速度，而不至于破坏整个程序的安全性。除了这些语言，D语言和OCaml也支持自动边界检查，但是允许用户通过编译器的一个开关选项来选择是否启用该功能。

差一错误，又称“栅栏错误”：一个栅栏被一些柱子分割成10段，柱子的根数应该是11根，而不是10根。

然而，有一些编程语言（比如C语言）为了提高速度，从来都不会自动进行边界检查，这经常导致差一错误（见右图）和缓冲区溢出的发生。许多程序员认为这些语言为了速度所付出的代价太大了。在1980年图灵奖讲座上，東尼·霍爾讲述了他设计包含边界检查的ALGOL 60语言时的经历：
|  | 该方法的原理主要是在程序运行时，每个含有下标的变量中的下标在每次被使用的时候总是会与变量下标的上界和下界都进行比较。许多年后，我询问我们的一些客户是否需要提供一个“在编译发行版时关闭该功能以保证速度”的选项时，他们都毫不犹豫的劝我们一定不要加入这个功能。因为他们知道下标越界是多常见的事情，并且在实际应用中，偶尔一次没检测到的下标越界所带来的结果便会是灾难性的。我注意到即便在1980年，语言的设计者和用户仍没有意识到这一点，这令我十分担心。若是在工程领域的任何一个重要的分支中，没能注意到这些低级错误都是有违常理的。 |

## 范围检查
范围检查经常被用于确保某个数字处在一个特定的范围之内。通常在访问数组的时候会进行该检查，因为当数组下标越界的时候，数据会被写入其它变量的空间，甚至会覆盖压栈的寄存器数值。这样一来，程序可能会崩溃，或者是导致一些安全漏洞的产生（见缓冲区溢出）。在Java中，Java虚拟机将在尝试访问数组中的元素的时候，自动的进行数组边界检查，并且在下标越界的时候引发异常。
范围检查的另一个常见用途是在两种数据类型相互转换的时候。在构建在.NET Framework上的语言中，超出范围的强制转换将引发InvalidCastException类型的异常。
比如将一个32位有符号整数类型的变量强制转换到一个16位有符号整数类型的变量之前，会检查这个变量的值是否在-32768~+32767之间（16位有符号整数可以表示的整数范围），而不是诸如32768之类的无法表示的数字。

## 数组下标检查
数组下标检查是指在程序中，所有数组下标的表达式的结果在真正被用来访问某一个特定的元素之前，先把它的值和定义数组时给出的数组上界和下界进行比较。如果一个下标超出了预期的范围时，那么就引发一个错误来阻止进一步的访问。（例如：.NET Framework中的IndexOutOfRangeException和ArgumentOutOfRangeException类型异常）
比如在访问一个下标范围是0~9的数组前检查下标是否也在0~9内，而不是如25之类的越过数组结尾的下标。
除了软件实现的下标检查之外，VAX架构的电脑拥有一条INDEX汇编指令，可以用来检查数组的下标是否越界，可以至多提供6个任意VAX编址的地址。B6500和一些相似的伯勒斯电脑则以硬件进行边界检查，无论是采用什么语言撰写的程序。

## 数据验证
在数据集合数据质量范畴中，边界检查表示检查一个并不总是错误的数据。比如，一个成年人的身高应该处在0到3米之间、利用率应该在0到1之间等。